# Intesa Sanpaolo
Інтеза Санпаоло (італ. Intesa Sanpaolo S.p.A) — італійська міжнародна банківська група, що виникла внаслідок злиття Банку Інтеза (Banca Intesa) та Санпаоло ІМІ (Sanpaolo IMI). 

## Опис
Ринкова капіталізація групи станом на 31 березня 2014 становила 40,1 млрд євро. Друга за величиною банківська група Італії після Unicredit Group.
Intesa Sanpaolo представлена у Центральній та Східній Європі, Середземноморському басейні та Північній Африці, де діє у 13 країнах через роздрібні та комерційні банки із приблизно 1 400 відділеннями й 8,4 млн клієнтів.[джерело?]
Мережа представлена у 29 країнах для підтримки корпоративних клієнтів, зокрема в Середземноморському регіоні, а також у тих регіонах, де італійські компанії найбільш активні, таких як США, Росія, Китай та Індія. Також дочірні банки представлені в Албанії, Боснії та Герцеговині, Хорватії, Чехії, Єгипті, Угорщині, Румунії, Сербії, Словаччині, Словенії та Україні (Правекс-Банк).
У квітні 2023 року групою було оголошено про плани залишити ринок Росії.